# Дундука
Дундука (*VIII ст.) — магараджа Антарведі близько у 760-х роках. Основні відомості про нього містять джайністських текстах «Прабхавакачаріта», «Прабандха Коша» та «Баппабхаттісурікаріта».

## Життєпис
Походив з династії Вармана. Син Ами, який десь наприкінці 750 або напочатку 760 років зрікся влади на користь Дундуки. Опинився перед загрозою постійно зменшення власних володінь, де на сході їх загарбував Ґопала I, правитель Гауди, на південному заході — Нагабхата I з гуджара-Пратіхарів. У власних володіннях навіть посилився рід Аюдха.
Згідно джайністських текстів Дундука замість державницьких дій поринив у розваги та розпусту. Намагався навіть вбити свого сина Бходжу. Втім можлива ця версія була висунувта ворогами Дундуки, щоб виправдати його вбивство Бходжей. Останнього вже у 770 році повалив Ваджаюдха, що заснував династію Аюдха.